# Самарићански устанци
Смарићански устанци је назив за неколико устанака које су у 5. и 6. веку на подручју Палестине подигли Самарићани против тадашње источноримске (византијске) власти. Устанци, који су великим делом били мотивисани верским разлозима, односно нетолеранцијом хришћанске византске власти према не-хришћанским Самарићанима, одликовали су се великом количином насиља с обе стране, а њихов крајњи резултат је био катастрофалан по Самарићане, који су се од једне од доминатних етнорелигијских група на подручју Палестине свели на безначајну мањину.
Самаританци су у време римске власти, према проценама данашњих историчара, достигли број од око милион припадника; сматра се како је за то најслужније расељавање Јевреја након слома устанака против римске власти у 1. и 2. веку. Самарићани тако испунили вакуум који настао, па су у 3. и 4. веку под водством Баба Рабе на подручју Самарије чак стекли одређени степен политичке аутономије. Такво стање ствари је, пак, прекинуло интензивно покрштавање Римског царства, које је било изузетно снажно управо на подручју Палестине, па је тако створило услове за сукоб хршћанских римских, а касније и византијских царева са својим не-хршћанским поданицима.

## Први Самарићански устанак
Први самарићански устанак је избио 484. за време владавине византијског цара Зенона. Повод су биле гласине да византијске власти и хришћани намеравају да преместе посмртне остатке Аронових синова и унука. Самарићани су тада упали у цркву у Неаполису (данашњи Наблус) и побили вернике; епископ Теребинт је остао без прстију па је побегао у Константинопољ, тражећи интервенцију Зенона. У међувремену, устаници су за свог вођу изабрали Јусту а затим напали и заузели Цезареју где су масакрирали хришћане. Зенон је лично дошао у Палестину како би угушио устанак.Устаници су поражени, а цар је за казну на гори око године 489. Геризим, светом месту Самаританаца, порушио самарићански храм и подигао цркву св. Марије.

## Други Самарићански устанак
Други самарићански устанак против византијске власти је избио године 495., за време Зеноновог наследника Анастасија. Устанак је брзо угуšен интервенцијом Прокопија, византијског гувернера Едесе.

## Трећи Самарићански устанак
Трећи самарићански устанак је године 529. покренуо харизматични месијански вођа по имену Јулијан бен Сабар с намером да Самарију ослободи византијске власти. Устаници су успели да заузму и Неаполис где је епископ убијен, а сви хришћански свештеници исечени на комаде; цркве су оскрнављене а реликвије светаца биле су разбацане. Устанак је угушио цар Јустинијан I уз помоћ Гасанида, традиционално про-византијског арапског хришћанског племена. Након гушења устанка, током кога је на десетине хиљада Самарићана расељено, Јустинијан је донео указе којима се самарићанство практично стављало ван закона на територији Византијског царства.

## Четврти Самарићански устанак
Четврти самарићански устанак је избио 555. или 556. године, такође за време Јустинијанове владавине. Самарићани су заузели град Цезарију, а устанак се проширио и до Виталема где је оштећена Црква Рођења Христовог. Јустинијан је поновно реаговао оштро, па је убијено између 100.000 и 120.000 Самарићана (иако савремени историчари претпостављају да су бројке претеране).
У сваком случају, Самарићани након Четвртог устанка нису били нарочито значајан политички фактор у Палестини, па нису играли важну улогу у каснијим догађајима, као што је Јеврејски устанак против Ираклија 610-их. Када су 630-их Палестину освојили муслимански Арапи, Самарићани су били тако малобројни и безначајни да им није, за разлику од хришћана и Јевреја, признат статус дхиммија (људи од књиге), што је за последицу имало њихово масовно преобраћење на ислам.